# まるせん
まるせん（MARUSEN）は、かつて北海道旭川市を本店所在地として存在していた寄合百貨店。旭川市の他、千歳市と網走市にも店舗があった。

## 概要
日専連下部組織である「旭専連」（丸に囲まれた「専」がトレードマーク）にて経営されていた。
旭川本店は平和通買物公園の旧「旭ビルディング百貨店」（1920年代後半のみ存在。石造り4階建て）跡地に建てられた店舗建物にて存在した。閉店後、同建物はそうご電器YES旭川店となったが、そうご電器の経営破綻によりゲオ旭川買物公園店⇒ゲオディノス（法人としては現在のSDエンターテイメント）傘下のゲームセンター「ゲオパーク旭川買物公園店」として存続。2015年現在は取り壊され駐車場となっている。
千歳店の閉店後、同店建物には北海道銀行千歳支店が入居していたが、建物の老朽化を機に2020年6月29日付で千歳ステーションプラザ1階に移転した。

## 沿革
- 1970年（昭和45年）
  - 千歳まるせんデパートオープン。
  - 網走まるせん会館落成（10月2日[2]）。
  - 5月 - 旭川本店にて「EXHIBITION1970 HOKKAIDO」開催
- 1972年（昭和47年）
  - 旭川本店にて中原悌二郎・小熊秀雄展開催
  - 歩行者天国・平和通買物公園オープン
- 1973年（昭和48年）5月 - 旭川本店にて「旭川にある近代彫刻展」開催
- 1977年（昭和52年）3月 - 網走まるせん会館にて「北方漁業危機突破網走大会」開催[3]
- 1979年（昭和54年）9月27日～28日 - 「第28回農業土木学会北海道支部研究発表会」が網走まるせん会館で行われる[4]
- 1989年（平成元年）2月9日 - 網走まるせん会館にケント・ギルバートが来館し講演会を行う[5]
- 2000年（平成12年）2月8日 - 網走まるせん会館にて日専連網走（当時）主催の「第1回児童版画コンクール」表彰式が行われる[6]
- 2020年（令和2年） - 網走まるせん会館落成50周年。

## 各店舗のフロア構成
- 旭川本店
3階には電子部品、4階には玩具を扱う店舗およびゲームセンター（初代）があったほか、6階にゲームセンター（二代目。主にエレメカを配置）、7階には結婚式場「まるせん会館」があった。また、地下1階には飲食街（デパート食堂、鉄板焼きそば屋、立ち食い蕎麦屋など）の他、（当時、道内大手家電量販店チェーンであった）旧そうご電器加盟店や模型ショップおよび小規模なゲームセンターもあった。
- 千歳店（北海道千歳市千代田町4-1）
1階には化粧品および木工造形などの土産物店、2,3階は衣類を扱う店舗があったほか、4階にはレストランおよびゲームセンターが、屋上には遊園地があった。また、地下1階には食品売場のほか、蕎麦屋およびアメリカンドッグ屋があった。このほか、3Fもしくは4Fにはペットショップとレコード店、玩具店、スポーツ用品店が入居していた。北海道中央バス「もりもと本店前」停留所（国道337号沿い）下車。
- 網走店（網走まるせん会館。北海道網走市南2条西2丁目7番地）
百貨店ではなく、飲食店や映画館（3階）が入居した複合商業施設であった。現在は日専連オホーツク網走[7]や常口アトム網走店[8]などが入居している。